# Okres Baja
Okres Baja (maďarsky Bajai járás) je okres v Maďarsku v župě Bács-Kiskun. Jeho správním centrem je město Baja.

## Sídla
V okrese se nachází celkem 17 měst a obcí.
Města
- Baja

Městyse
- Sükösd

Obce
- Bácsszentgyörgy
- Bátmonostor
- Csátalja
- Csávoly
- Dávod
- Dunafalva
- Érsekcsanád
- Érsekhalma
- Felsőszentiván
- Gara
- Hercegszántó
- Nagybaracska
- Nemesnádudvar
- Szeremle
- Vaskút